# Lügen haben kurze Beine
Lügen haben kurze Beine (Originaltitel: Big Fat Liar) ist eine US-amerikanische Filmkomödie aus dem Jahr 2002. Die Regie führte Shawn Levy, das Drehbuch schrieben Brian Robbins und Dan Schneider. Die Hauptrollen spielten Frankie Muniz und Paul Giamatti.

## Handlung
Jason Shepherd gilt als ein notorischer Lügner. Eines Tages gelangt er zufällig in das Auto des Filmproduzenten Marty Wolf. Dort verliert Shepherd seinen Schulaufsatz, den Wolf als Vorlage für das Drehbuch seines neuen Films nutzt.
Niemand glaubt Shepherd, dass er der eigentliche Autor der verfilmten Geschichte ist. Er und seine Freundin Kaylee fahren nach Hollywood, wo Shepherd zuerst eine gütliche Einigung mit Wolf sucht und sich rächt, als sich erweist, dass keine Einigung möglich ist. Dabei helfen ihm zahlreiche Menschen, darunter Wolfs Assistentin, die Wolf sich zu Feinden machte.
Am Ende tappt Wolf in eine Falle und gibt vor laufenden Kameras zu, die Geschichte gestohlen zu haben.

## Hintergrund
In Cameo-Auftritten sind Regisseur Shawn Levy, Kenan Thompson und Dustin Diamond als Partygäste zu sehen. Jaleel White hat einen weiteren Cameo-Auftritt als Hauptdarsteller des fiktiven Filmes Whitaker and Fowl.

## Kritiken
Roger Ebert bezeichnete den Film in der Chicago Sun-Times vom 8. Februar 2002 als überraschend unterhaltsam (surprisingly entertaining) sowie charmant und verglich ihn mit der Komödie Spy Kids.
Michael O’Sullivan schrieb in der Washington Post vom 8. Februar 2002, der Film würde es schaffen, gleichzeitig süß zu sein und die boshaften Neigungen der Zuschauer zu befriedigen. Er bezeichnete den Film als eine gute Unterhaltung (good fun).
Claudia Puig bezeichnete den Film in der USA Today vom 8. Februar 2002 als narzisstisch. Sie spottete, die Komödie würde stellenweise wie Werbung für Universal Studios wirken. Puig lobte den Charme von Frankie Muniz, den Charakter von Marty Wolf bezeichnete sie als derart hoffnungslos verabscheuungswürdig, dass er unglaubwürdig wirken würde.

## Auszeichnungen
Amanda Bynes und Frankie Muniz wurden im Jahr 2002 für den Teen Choice Award nominiert. Amanda Bynes gewann 2003 den Kids' Choice Award und wurde für den Young Artist Award nominiert. Eine weitere Nominierung für den Young Artist Award erhielt der Film in der Kategorie Beste Komödie.